# Dál nAraidi

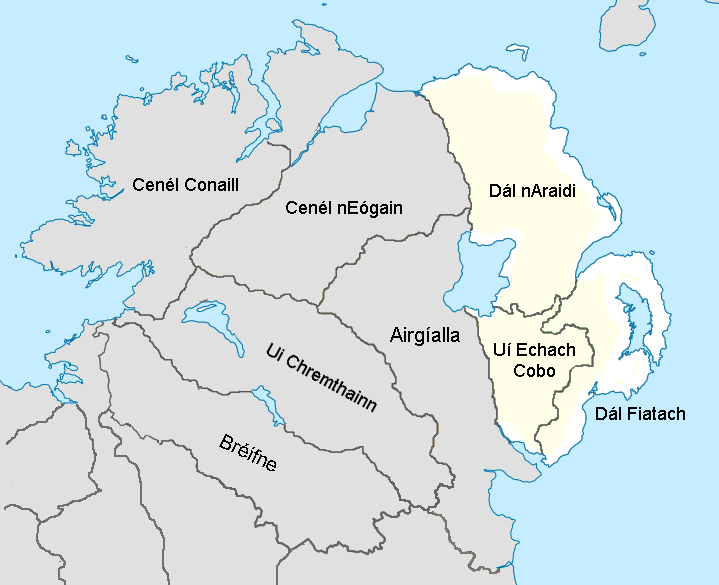
Ulaid e seus três principais sub-reinos (destacados em amarelo) no século X-XI

Dál nAraidi (às vezes, latinizado como Dalaradia — que não deve ser confundido com Dál Riata, latinizado como Dalriada) foi um reino dos cruthin (em irlandês Cruithni) no nordeste da Irlanda no primeiro milênio. As terras dos Dál nAraidi parecem corresponder com as Robógdios da Geographia de Ptolemeu, uma região compartilhada com Dál Riata. Fiachu Araide foi o fundador epônimo dos Dál nAraidi.
Era centrado na costa norte do Lough Neagh no sul de Antrim. Dál nAraidi foi o segundo reino de Ulster e seus reis concorreram com os Dál Fiatach pela alta realeza durante alguns séculos. É duvidoso saber se o reino de Dál nAraidi existiu, exceto como uma frágil confederação de pequenos reinos, até o século VIII, muito tempo depois dos reis cruthinos terem deixado de ter qualquer controle real sobre o grande reinado de Ulster.
Entre os mais importantes chefes dos Dál nAraidi, a maioria dos quais é anterior à formação de um reino, são:
- Áed Dub mac Suibni (morto  c. 588)
- Fiachnae mac Báetáin (morto c. 626)
- Congal Cáech (morto na batalha de Moira c. 637)